# Бичачий хвіст

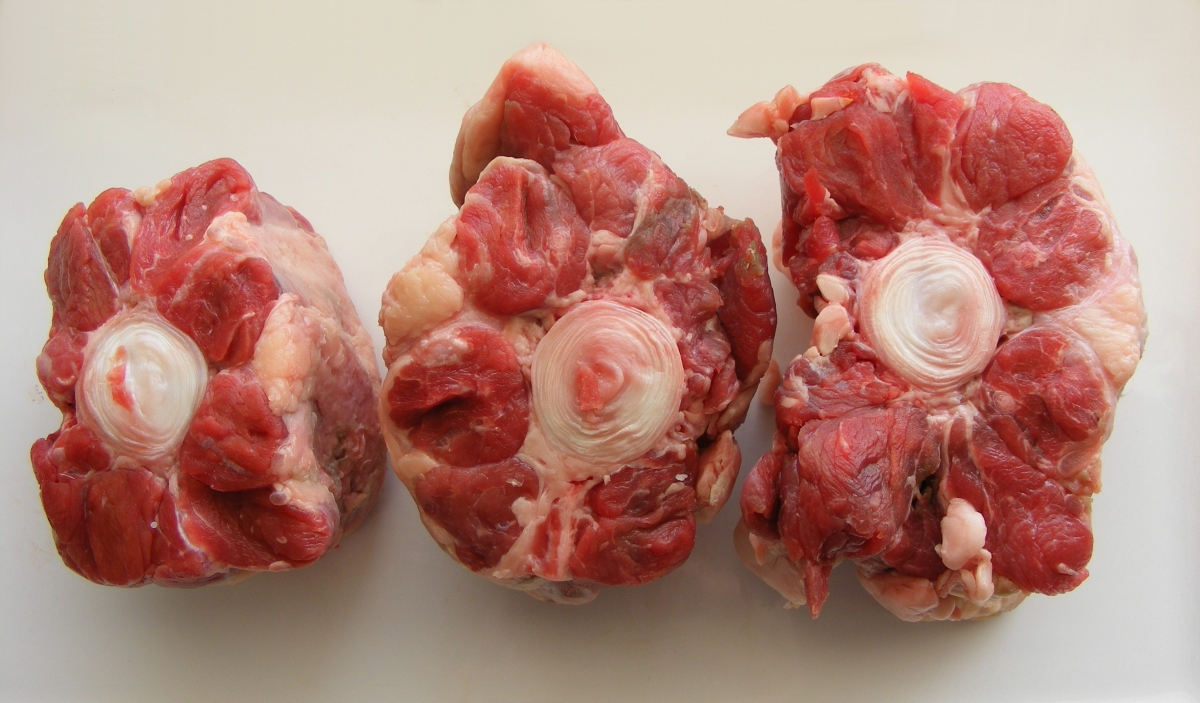
Сирий бичачий хвіст

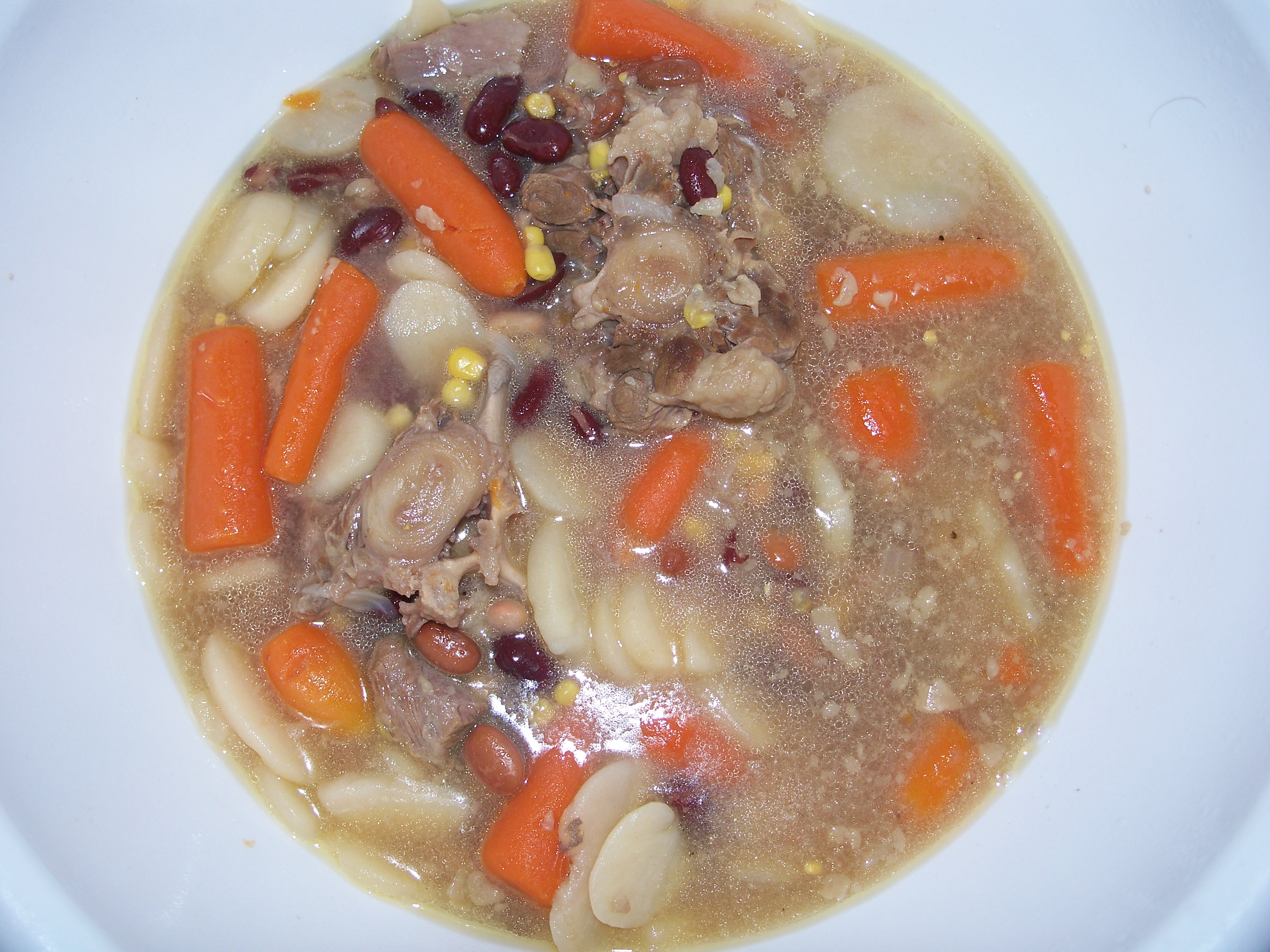
Суп з бичачих хвостів

Бича́чий хвіст — відділ сегментованого тіла корови (бика), розташований за анальним отвором і не містить кишечника.

## Використання
Бичачі хвости поділяють на сегменти і смажать або варять у супі, а іноді навіть фарширують. М'яса в бичачому хвості, звичайно, не багато, але змучена на повільному вогні кістка надає бульйону і рагу особливий аромат. У знаменитому римському варіанті король страв з «п'ятої чверті» бика, тобто з найменш цінних частин яловичої туші, повинен стояти на слабкому вогні в свинячому смальці з цибулею, селерою і петрушкою не менше трьох годин. Верхню, товщу частину хвоста тушкують, готують з неї рагу, варять холодець. Нижня, кістлява йде на супи, борщі.